# 가미쿠마가야역
가미쿠마가야역(일본어: 上熊谷駅, かみくまがやえき)은 일본 사이타마현 구마가야시에 있는 지치부 철도 지치부 본선의 역이다.

## 역사
- 1933년
  - 4월 1일: 가마쿠라초역으로 영업 개시.
  - 7월 1일: 역명을 가미쿠마가야역으로 역명 변경.

## 역 구조
- 단선 승강장 1면 1선의 지상역이다.
  - 단선 승강장임에도 불구하고 역사와 승강장이 접하지 않고 구내 건널목을 건너는 구조이다. 이는, 과거 도부 구마가야 선이 운행하던 시대에 섬식 승강장으로 운용하였기에 현재에도 지치부 본선이 발착하고 있는 승강장의 반대쪽에 구마가야 선이 발착하는 공동 사용역의 흔적이다. 옛 구마가야 선 승강장은 펜스로 폐쇄되었고, 이를 가지고 단선 승강장으로 운용하고 있으며 구마가야 선이 사용하던 선로는 남아 있다(건널목 부분에서 안전의 관점에서 철거되어 사용 불가).
- 업무 위탁역이다(관리역:구마가야역).
- 역무원 근무 시간은 평일과 주말이 모두 7:00 ~ 20:00이다.
- 화장실은 개찰 내에 있는 수세식의 것이 설치되어 있다.
- 지치부 선의 북쪽을 동일본여객철도(JR 동일본) 다카사키 선이 지난다.

### 승강장
| ■ 지치부 선 | 구마가야・교다시・하뉴 방면                 |
| ■ 지치부 선 | 요리이・나가토로・지치부・미쓰미네구치 방면 |

## 역 주변
본 역은 가마쿠라마치도리와 교차하는 지점에 위치하고, 옛부터 상업 지역에 있다.
- 아라카와강
  - 아라카와 대교 - 국도 제407호선의 다리
- 야기하시 백화점
- 이온 구마가야점(옛, 구마가야 사티)
- 가타쿠라 실크 기념관
- 미쓰이스미토모 은행 구마가야 지점
- 사이타마 리소나 은행 구마가야 지점
- 무사시노 은행 구마가야 지점
- 아시카가 은행 구마가야 지점
- 호쿠에쓰 은행 구마가야 지점
- 구마가야 가마쿠라마치 우체국
- 구마가야 시립 구마가야미나미 초등학교
- 이시가미데라
- 세이케이엔
- 구마가야쿠지

## 인접역
| 지치부 철도 ■ 지치부 본선 | 지치부 철도 ■ 지치부 본선 | 지치부 철도 ■ 지치부 본선  |
| ------------------------- | ------------------------- | -------------------------- |
| 구마가야 하뉴 방면        | 보통                      | 이시와라 미쓰미네구치 방면 |